# Karangahake (gorges)

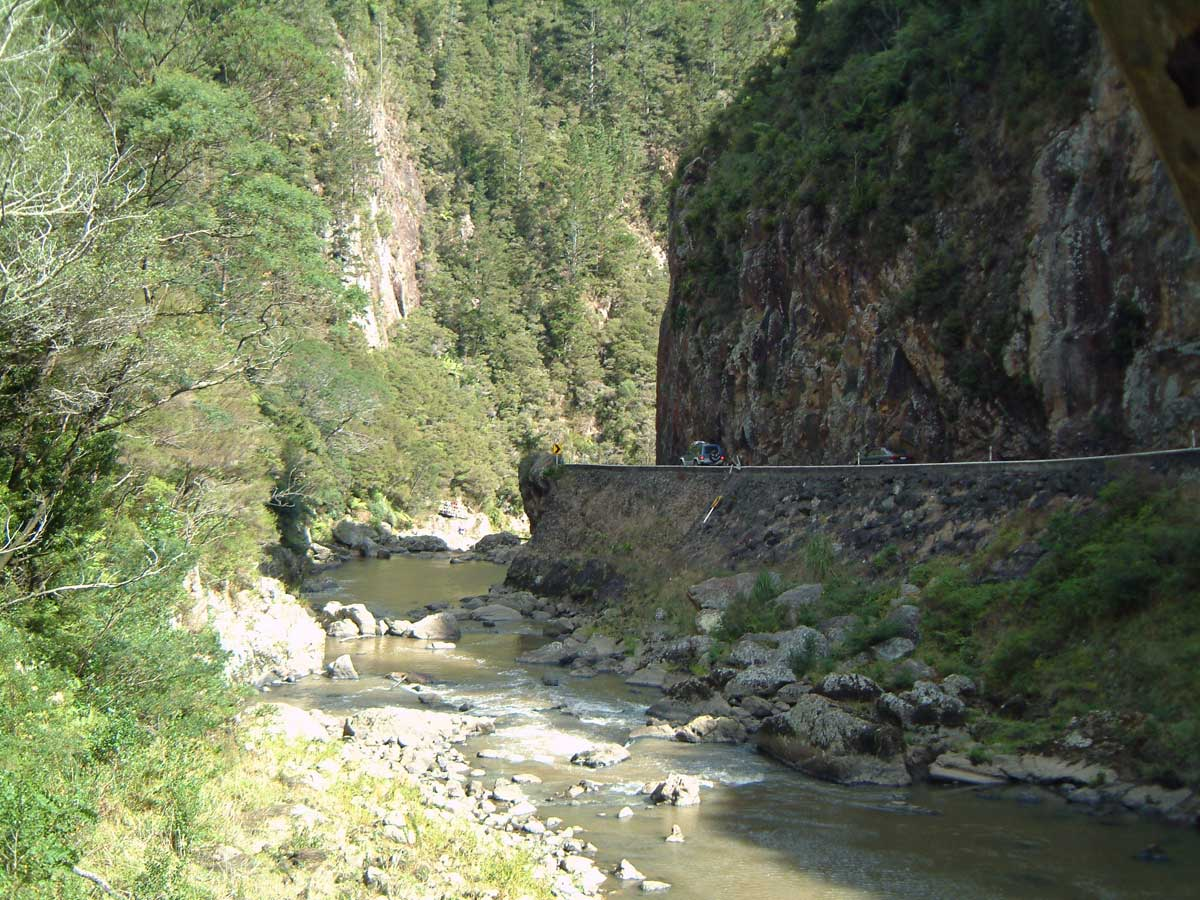
La route nationale 2 à travers les gorges près de Karangahake

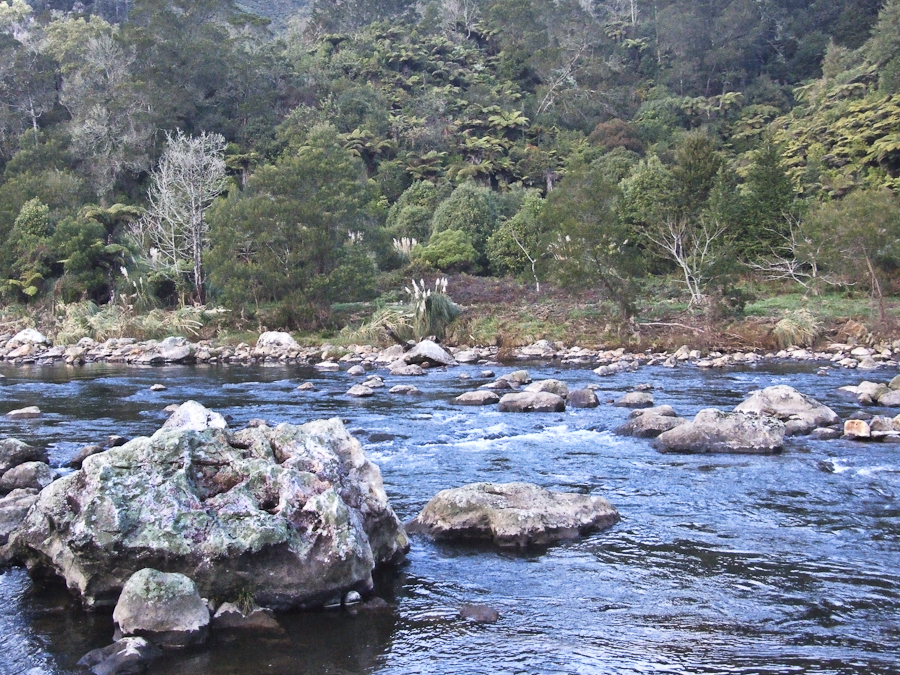
Les gorges près de la ville de Waihi

Les gorges de Karangahake (en anglais de Karangahake Gorge) se situent entre la chaîne de Coromandel (en) et la chaîne de Kaimai (en), à l’extrémité sud de la péninsule de Coromandel dans l’Ile du Nord en Nouvelle-Zélande .

## Description
C’est un canyon  très sinueux, formé par la rivière  Ohinemuri.
La State Highway2 /SH2 (en) passe  à travers cette gorge entre les villes de Paeroa, Waikino et celle de Waihi.
Cette route est le principal lien entre  la région de Waikato et la  baie de l’Abondance.
La ligne de chemin de fer principale de l’est de l’île du Nord (en) passait à travers la gorge jusqu’à ce qu’elle soit  détournée par la déviation de Kamai (en). 
Cette section de la ligne de chemin de fer située dans la gorge de Karangahake,   comprend un tunnel de 1 100 m de long (tunnel de 1100-mètres (en)), qui forme maintenant une portion combinée de chemin de randonnée et de piste cyclable dans le cadre de la Hauraki Rail Trail (en) et ensemble avec les panoramas des gorges constituent une attraction touristique largement visitée.
La tête de ligne à l'autre extrémité, du côté des gorges de la région de Waikino existe toujours, préservée en partie dans le cadre du chemin de fer historique du Goldfields Railway (en), qui part en direction de la localité de Waihi.

## Aménagements
Au niveau de Karangahake, plusieurs promenades et randonnées allant de 30 minutes à plus de 2 heures débutent de la réserve de Karangahake, où se trouve un stationnement et une zone de pique-nique. Une des plus spectaculaires promenades dans cette zone est la "Windows Walk", un circuit qui conduit à travers les tunnels des anciennes mines d’or de la mine Talisman, traverse la rivière   Waitawheta sur un pont suspendu et rejoint le tracé du Crown Tramway Track en revenant le long des falaises des gorges de Waitawheta,.
Le chemin suit le trajet du tramway du bush et passe par les "windows" dans la face de la falaise située à l’extrémité des tunnels de la mine qui étaient utilisés pour déverser les résidus dans les gorges de Waitawheta.
Deux des tunnels de mine, qui ont environ 2 mètres (7 pi) de haut et de large sont libres d'accès. 
Il se terminent brutalement après environ 50 mètres (164 pi) et sont le domicile de vers luisants et de sauterelles cavernicoles.
La pompe nommée : Woodstock Underground Pumphouse, installée dans les gorges de Waitawheta est toujours accessible par un court détour à partir du sentier nommé Crown Tramway Track.

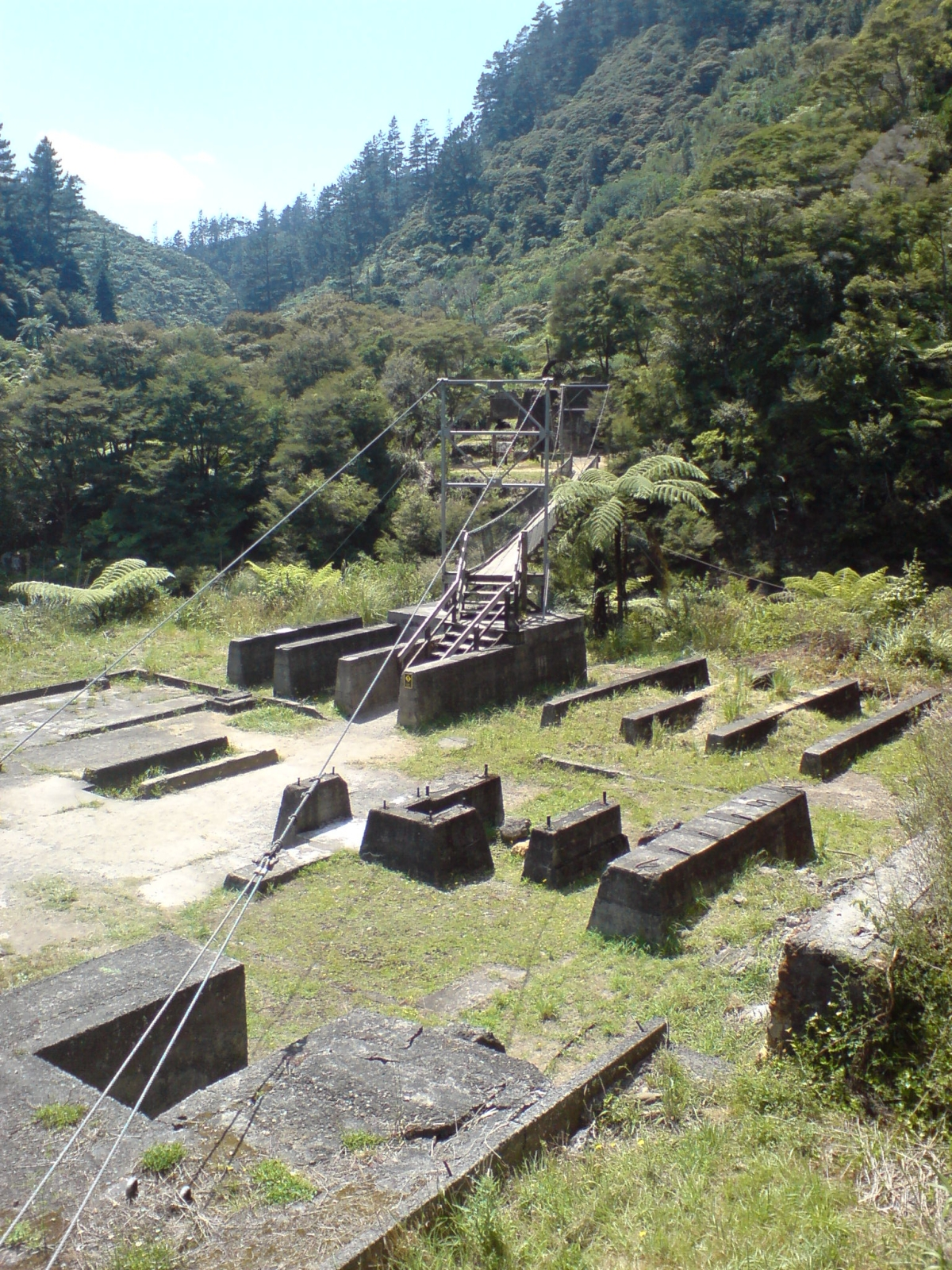
Restes de la batterie de Woodstock battery

## L’activité de mine
Le secteur a eu de fortes relations avec l’activité minière et encore en 2010, un certain nombre de compagnies ont réalisé des prospections et des extractions minières bien que beaucoup moins visibles et invasives que les méthodes qui avaient été utilisées historiquement.

Les batteries ( Bocard ou stamping battery) des mines de Talisman, Crown et Woodstock sont restées en place dans l’extrémité basse des gorges et constituent certains des souvenirs les plus significatifs de cette époque là. 
Leur localisation à la confluence des rivières Waitawheta et Ohinémuri fut choisie pour utiliser au mieux la force de l’eau disponible provenant de ces deux rivières.
Les activités de mine au niveau des batteries ont commencé approximativement à partir de l’année 1880 et jusque dans les années 1950, avec la période la plus productive autour de la fin du XIXe siècle, quand le secteur a produit jusqu'à près de 60 % de tout l’or extrait en Nouvelle-Zélande.
Les batteries étaient utilisées pour écraser le minerai extrait du réseau étendu de tunnels percés à travers les flancs raides des montagnes locales au niveau des gorges de Waitawheta, avec la batterie Victoria  qui était l’une des plus importantes et technologiquement la plus avancée pour son temps.